# Фалеевка (Рязанская область)
Фалеевка — опустевшая деревня в Пителинском районе Рязанской области. Входит в Потапьевское сельское поселение

## География
Находится в северо-восточной части Рязанской области на расстоянии приблизительно 14 км на запад-северо-запад по прямой от районного центра поселка Пителино.

## История
На карте 1862 года здесь были показаны Виряевские выселки.

## Население
Численность населения: 284 человека (1914 год), 0 как в 2002 году, так и в 2010.